# 克罗斯特维茨
克罗斯特维茨（德語：Crostwitz）是德国萨克森州的市镇，隶属于包岑县。总面积为13.33平方千米，截至2023年12月31日总人口为1,036人。